# يوسف الخطيب (لاعب كرة قدم)
يوسف طارق أحمد الخطيب (مواليد 4 أغسطس 2004) هو لاعب كرة قدم قطري من أصلو مصرية يلعب حالياً مع نادي الوكرة في دوري نجوم قطر كظهير أيسر.